# Red Sindhi

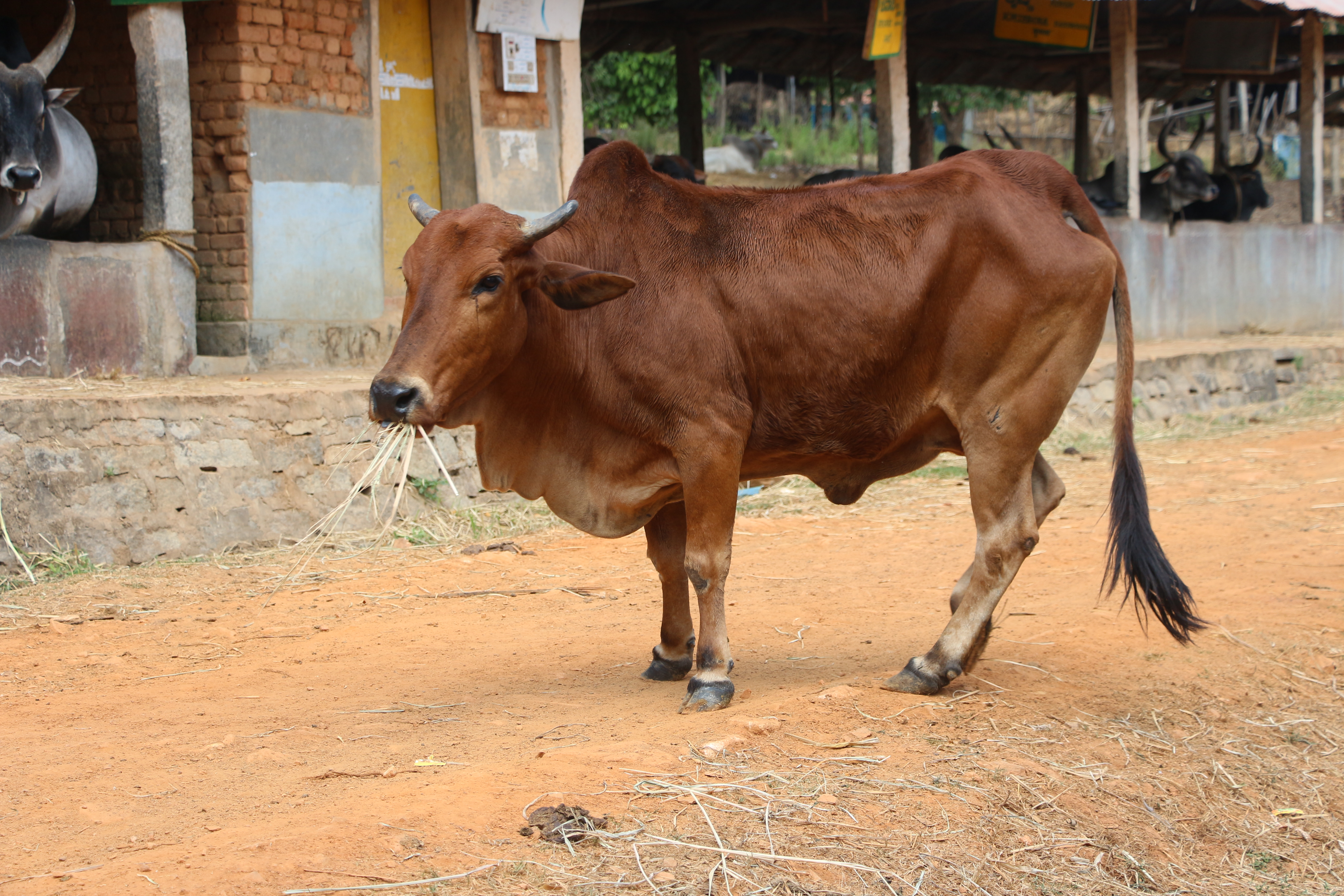
Sindh-Rind in Indien

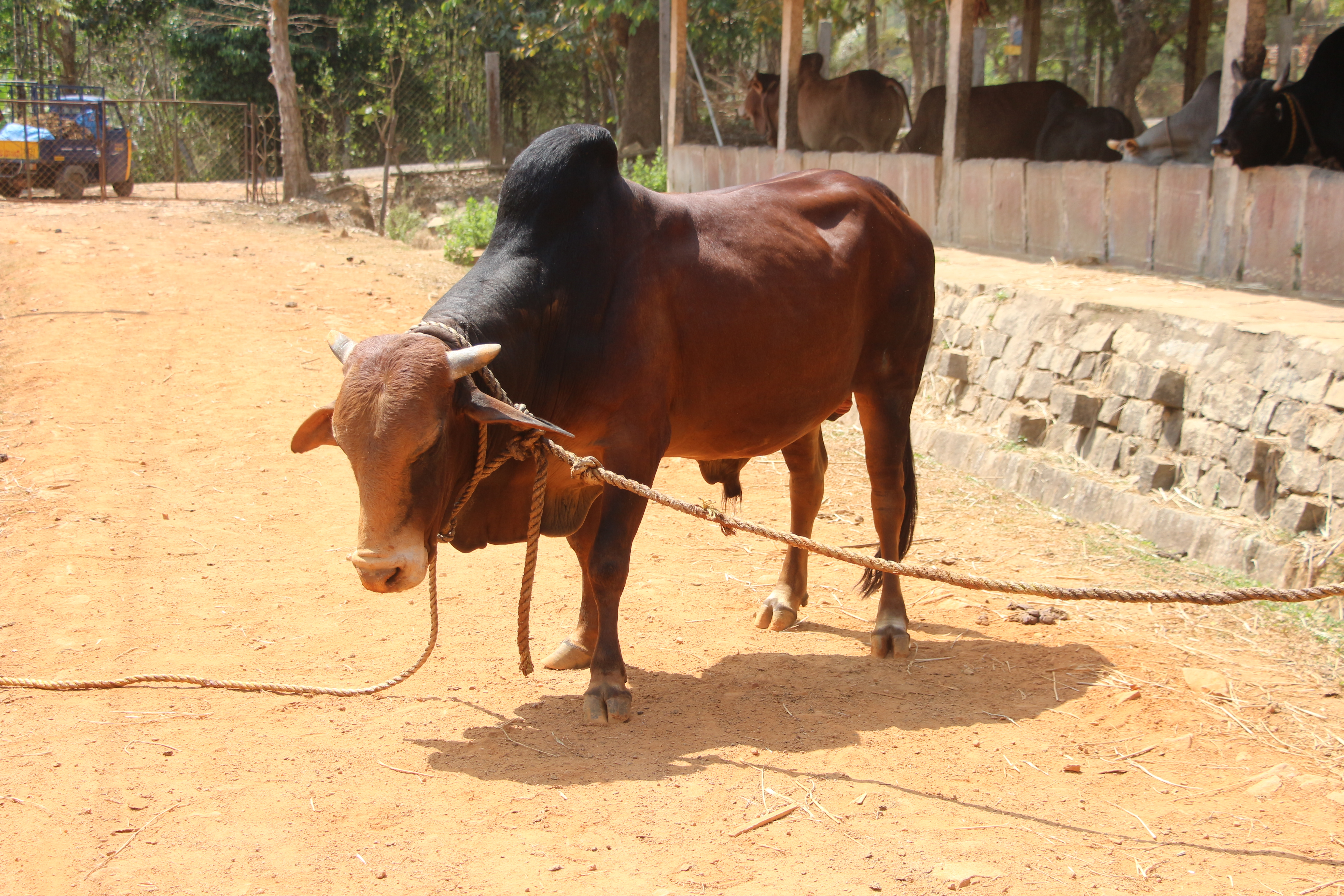

Das Red Sindhi (Rotes Sindh-Rind) ist die beliebteste aller Zebu-Milchrinderrassen. Die Rasse stammt ursprünglich aus der Provinz Sindh in Pakistan.
Sindh-Rinder werden in vielen Ländern zur Milchproduktion gehalten, darunter Indien, Pakistan, Bangladesch und Sri Lanka. Sehr häufig werden sie auch für die Hybridkreuzung mit Milchrassen gemäßigter Breiten verwendet, um ihre Anpassung an tropische Bedingungen (Hitzetoleranz, Zeckenresistenz, Krankheitsresistenz, Fruchtbarkeit trotz hoher Temperaturen usw.) mit der in gemäßigten Breiten höheren Milchproduktion zu kombinieren. An vielen Orten werden sie mit Jerseys gekreuzt, darunter in Indien, den USA, Australien und Sri Lanka. Auch mit anderen Rassen wie Holstein-Rinder, Brown Swiss und Roten Dänischen Milchrindern werden sie gekreuzt.
Auch zur Verbesserung von Fleisch- und Zweinutzungsrassen in vielen tropischen Ländern werden sie verwendet, da sie über genügend Fleischansatz verfügen, um in jenen Kreuzungen gute Mastkälber zu produzieren, die dann dank ihrer guten Milchproduktion sehr schnell wachsen und bereits nach einem Jahr geschlachtet werden können.
Das Rote Sindh-Rind ist etwas kleiner als das der sehr ähnliche Sahiwal und produziert deshalb etwas weniger Milch pro Kuh. Dadurch verlor das Rote Sindh-Rind bei einigen Milchrinderhaltern in Indien und Pakistan an Gunst. Diese kreuzten in ihre Sindh-Herden über mehrere Generationen Sahiwal-Bullen ein. Die resultierenden Rinder, die aus drei Viertel Sahiwal und einem Viertel Sindh bestehen, gelten allerdings nicht als reinrassige Sahiwal.
Die Roten Sindh-Rinder sind rot, von tief rotbraun bis zu gelbbraun, meistens jedoch tiefrot. Sie unterscheiden sich von dem anderen Milchrind aus Sindh, dem Tharparkar oder Weißem Sindh-Rind, sowohl durch die Farbe als auch durch die Form. Das Rote Sindh-Rind ist kleiner, runder, mehr im Milchtyp stehend und mit kurzen, gebogenen Hörnern, während der Tharparkar größer, mehr wie die typischen Zebu-Zugtierrassen gebaut ist und längere, lyraförmige Hörner besitzt.